# Asplenium × badense
Asplenium × badense là một loài dương xỉ trong họ Aspleniaceae. Loài này được Jermy mô tả khoa học đầu tiên năm 1987.
Danh pháp khoa học của loài này chưa được làm sáng tỏ. 